# Park Che-ch’ŏn
Park Che-ch’ŏn (* 23. März 1945 in Seoul; † 10. Juni 2023 ebenda) war ein südkoreanischer Lyriker.

## Leben
Park wurde am 23. März 1945 in Seoul, Südkorea geboren. Sein Künstlername war Pang San-jae (방산재 芳山齋). Er machte seinen Abschluss in Koreanischer Literatur an der Dongguk University und 1966 debütierte er als Dichter. Er arbeitete als Chefredakteur für diverse Verlage, unter anderem für den Sint’aeyang Verlag (신태양사) und den Ost-West Kultur-Verlag (동서문화사), er war Mitglied im Literaturzirkel Geist der Lyrik (시정신). 1994 begann er für den Literatur Akademie Verlag (문학아카데미출판사) zu arbeiten und war 1995 an der Gründung des Magazins „Literatur Akademie“ (문학아카데미) beteiligt, für das er als Lektor und Verleger tätig war. Er unterrichtete Kreatives Schreiben an der Kyŏnggi University.
Park starb am 10. Juni 2023 im Alter von 78 Jahren in Seoul.
Seine erste Gedichtsammlung Gedichte des Erstgeborenen (장자 시), die er 1975 veröffentlichte, war nicht gänzlich erfolgreich darin, poetische Intensität zu wahren, trotz rhetorischer Verzierungen und sinnlicher Sprache. Doch auch wenn er in seinem ersten Werk noch keine Reife erlangen konnte, wird in seiner zweiten und dritten Gedichtsammlung erkennbar, dass er nach lyrischer Reife strebt, indem er sich von blumiger Sprache abwendet, um feierlich und mit großer Sorgfalt über die buddhistische Welt der Tugend zu philosophieren.
Seine Werke Im Tempel mit den tausend Monden (달은 즈믄 가람에) und Weiter als Dunkelheit (어둠보다 멀리) zeigen eine größere Tiefgründigkeit und Weite in Sprache und Weltsicht. In seiner neuesten Gedichtsammlung SF-Sympathie (SF교감) befasst er sich mit der Krise, in der sich die Lyrik und die literarische Kunst infolge der Ausbreitung visueller Medien im 20. Jahrhundert befindet. Parks lyrische Vorstellungen entwickelten sich weit über die reine Betrachtung des Selbst hinaus, um das Individuum als Teil einer großen Gruppe zu betrachten. Mit einem weitreichenden Weltbild setzt er seine Suche nach der Bedeutung von Lyrik in der modernen Welt fort.

## Arbeiten

### Koreanisch

#### Gedichtsammlungen
- 장자 시 Gedichte des Erstgeborenen (1975)
- 심법(心法) Gebrauchsanweisung des Herzens (1979)
- 새 그림을 보며 Wenn ein Vogel ein Bild sieht (1980)
- 율(律) Gebot (1981)
- 어둠보다 멀리 Weiter als Dunkelheit (1987)
- 꿈꾸는 판화 Der träumende Holzschnitt (1987)
- 노자 시편 Die Psalmen Laotzes (1989)
- 너의 이름 너의 시 Dein Name, dein Gedicht (1989)
- SF교감 SF-Sympathie (2001)
- 아 A (2007)

#### Essaysammlungen
- 영혼의 날개 Die Flügel der Seele (1984)

### Übersetzungen

#### Spanisch
- La canción del dragón y otros poemas (Serie Literatura Coreana), Asociación Aiyana (2007) ISBN 978-84-7962-382-1.

## Auszeichnungen
- 1979 – 현대문학상 (Preis für zeitgenössische Literatur)
- 1981 – 한국시협상 (Preis der Koreanischen Dichtervereinigung)
- 1983 – 녹원문학상 (Nogwŏn Literaturpreis)